# Mięćmierz

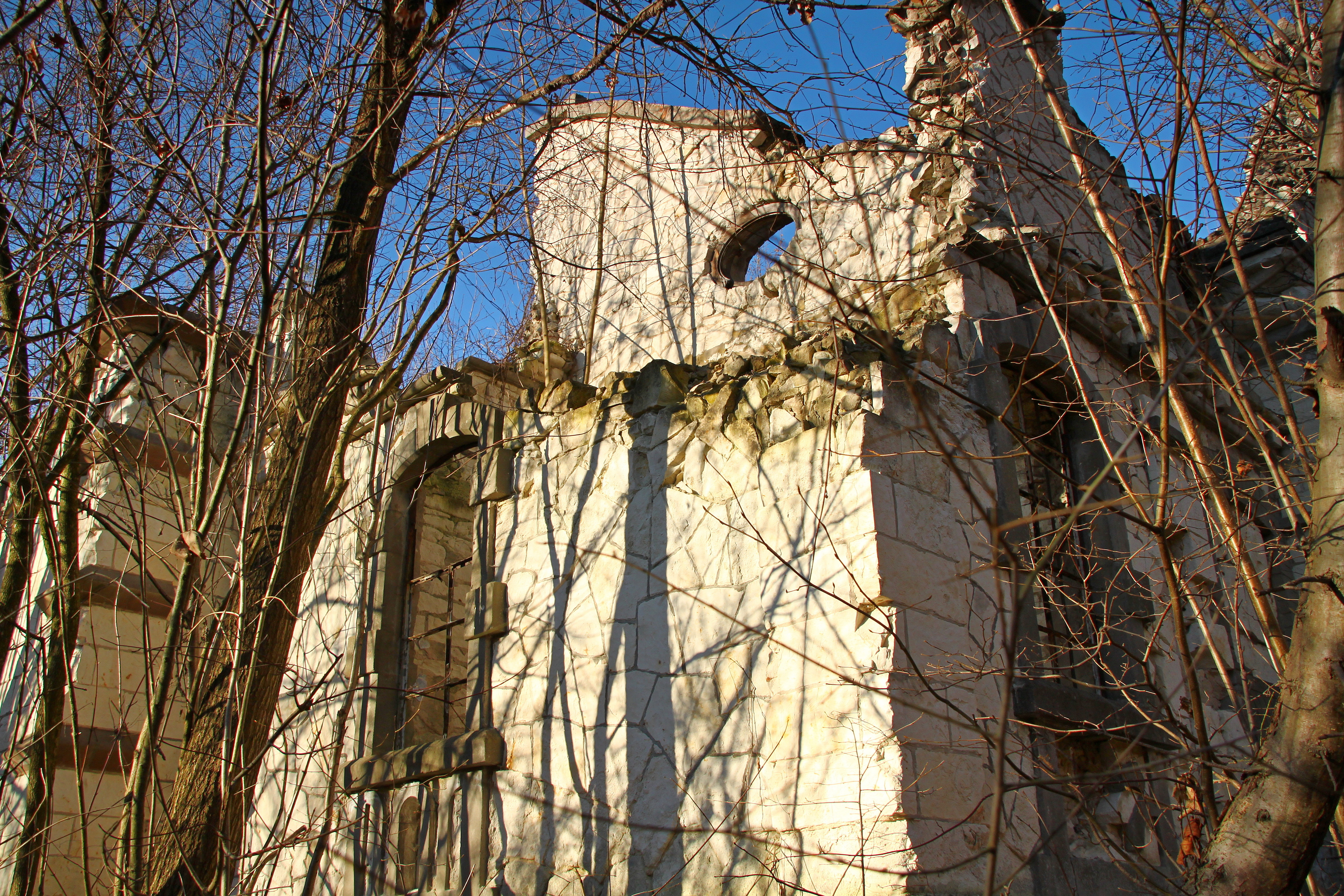
Ruiny willi Stanisława Szukalskiego z 1910 proj. inż. Jana Albrychta na Albrechtówce (Albrychtówce)

Mięćmierz, czasem Męćmierz – do 1950 wieś, obecnie część miasta Kazimierz Dolny w województwie lubelskim, w powiecie puławskim.
Miejscowość położona jest nad brzegiem Wisły, 3 km na południowy zachód od centrum Kazimierza Dolnego.
Wierni Kościoła rzymskokatolickiego należą do parafii św. Jana Chrzciciela i św. Bartłomieja Apostoła w Kazimierzu Dolnym.

## Środowisko naturalne
W okolicach Mięćmierza znajduje się Krowia Wyspa – rezerwat ptactwa wodnego, zaś w bezpośrednim sąsiedztwie leży rezerwat przyrody Mięćmierz.

## Historia
Wieś szlachecka Mącimierz położona była w drugiej połowie XVI wieku w powiecie lubelskim województwa lubelskiego.
Krótkie kalendarium wsi.
Dawniej samodzielna wieś w spisie powszechnym z 1967 występuje jako część miasta Kazimierz Dolny.
Rodowód wsi sięga zapewne wieku XIV. Wieś notowana jest od 1409 (Teki archiwalne – Najstarsze zapiski ziemskie lubelskie) jako Mancimirz. W 1441 pisano ją Manczymirz, zaś w 1479 Mączymirz i Mąnczymyrz (Księgi ziemskie lubelskie) . Długosz L.B. (t. II. s. 552) opisuje ją jako Manczymyr wieś w parafii Serokomla (obecnie Janowiec na lewym brzegu Wisły).
W 1529 opisana także w parafii Serokomla jako Mączimyerz i Macymyierz (Liber Retaxationum s. 351, s. 428), w 1531 Maczimyerz należał do parafii Wilków, w 1563 zapisano tylko nazwę wsi Meczimiersz (Księgi Pobrowe 33 467) bez jakichkolwiek danych.
1529 z pewnych ról Serokomli, Janowic i Mięćmierza dziesięcina snopowa wartości 1/12 grzywny należy do stołu konwentu świętokrzyskiego, z folwarku i pewnych ról kmiecych dziesięcinę snopową wartości 2,5 grzywien pobiera pleban Serokomli.
W 1626 Męcimierz (Męćmierz) miał 3 łany ziemi. W 1674 zapisano tę wieś Mecmierz, należała ona wówczas do parafii kazimierskiej. W 1682 Męcimir graniczył z Dobrem.
W 1787 figuruje Mięcmierz jeszcze w parafii Janowiec. W 1801 wieś posiadała 18 domów (Anton Meyer Heldensfeld).
Począwszy od 1827 i później pisano tę wieś Mięcmierz, a od 1905 Mięćmierz. (Spravocznaja kniżka Liublinskoj guberni. Lublin 1905. s. 493)
Dawniej w gminach Zastów, Rogów i Szczekarków.
W czasach obecnych miejscowość utrzymana jest w charakterze skansenu, dzięki pokrytym strzechą, wiekowym chałupom, z których część została tu przeniesiona z innych miejscowości.

## Architektura
W centralnej części osiedla znajduje się osłonięta gontem studnia, a uwagę przyciąga widoczny z pobliskiej góry Albrechtówki wiatrak kozłowy przeniesiony tu z Bałtowa koło Puław.
Nieco dalej ruiny willi Stanisława Szukalskiego z 1910 projektu inż. Jana Albrychta na Albrechtówce (Albrychtówce).

## Turystyka
Dziś turystyczna wioska, kiedyś była osadą flisacką, której mieszkańcy trudnili się przewozem przez Wisłę do leżącego naprzeciwko Janowca. Z Kazimierza Dolnego można tu dotrzeć brzegiem Wisły, przez górę Albrechtówkę (wejście obok kamieniołomów) lub ulicą Słoneczną od strony Czerniaw. Od 2023 fragment skarpy wzdłuż Wisły chroniony jest w rezerwacie przyrody Mięćmierz.